# Mekhter
Mekhter fou un càrrec que va existir als kanats de Bukharà i Khivà i probablement a Kokand. El mekhter era un ministre de Finances però encarregat de la major part dels afers interiors del kanat. Era el segon càrrec a la cort. Les seves funcions eren generalment exercides per persones d'ètnia sart. El càrrec va subsistir fins a l'abolició dels kanats el 1920.